# گروه اس‌اس‌پی
گروه اس‌اس‌پی (انگلیسی: SSP Group) شرکت صنایع غذایی بریتانیایی است، که در سال ۱۹۶۱ تأسیس شد.